# 2. HOL za žene 1999./2000.
Druga hrvatska odbojkaška liga za žene za sezonu 1999./2000. je predstavljala drugi rang odbojkaškog prvenstva Hrvatske za žene. Ligu su činila trideset i četiri kluba raspoređenih u četiri skupine - Istok, Centar, Zapad i Jug.

## Ljestvice

### Centar
| mj. | klub                                     | ut. | pob. | por. | set+ | set- | bod. |
| --- | ---------------------------------------- | --- | ---- | ---- | ---- | ---- | ---- |
| 1.  | Azena - OŠ Eugen Kumičić (Velika Gorica) | 16  | 14   | 2    | 43   | 11   | 30   |
| 2.  | Bjelovar (Bjelovar)                      | 16  | 14   | 2    | 44   | 13   | 30   |
| 3.  | Karlovac (Karlovac)                      | 16  | 11   | 5    | 36   | 22   | 27   |
| 4.  | Akademičar (Zagreb)                      | 16  | 10   | 6    | 35   | 22   | 26   |
| 5.  | Metaval (Sisak)                          | 16  | 9    | 7    | 29   | 28   | 24   |
| 6.  | Vrbovec (Vrbovec)                        | 16  | 6    | 10   | 27   | 34   | 22   |
| 7.  | Kaštel (Pribislavec – Čakovec)           | 16  | 4    | 12   | 19   | 37   | 20   |
| 8.  | VPŠ (Zagreb)                             | 16  | 3    | 13   | 18   | 41   | 19   |
| 9.  | Čakovec (Čakovec)                        | 16  | 2    | 14   | 7    | 47   | 17   |

### Istok
| mj. | klub                            | ut. | pob. | por. | set+ | set- | bod. |
| --- | ------------------------------- | --- | ---- | ---- | ---- | ---- | ---- |
| 1.  | Belišće (Belišće)               | 14  | 14   | 0    | 42   | 7    | 28   |
| 2.  | Čepin (Čepin)                   | 14  | 11   | 3    | 37   | 16   | 25   |
| 3.  | Osijek II (Osijek)              | 14  | 8    | 6    | 29   | 20   | 22   |
| 4.  | Vibrobeton II (Vinkovci)        | 14  | 8    | 6    | 25   | 23   | 22   |
| 5.  | Donji Miholjac (Donji Miholjac) | 14  | 7    | 7    | 27   | 22   | 21   |
| 6.  | Valpovo (Valpovo)               | 14  | 5    | 9    | 20   | 28   | 19   |
| 7.  | Matija Mesić (Slavonski Brod)   | 14  | 2    | 12   | 8    | 39   | 16   |
| 8.  | Nova Gradiška (Nova Gradiška)   | 14  | 1    | 13   | 7    | 40   | 15   |

### Jug
| mj. | klub                                          | ut. | pob. | por. | set+ | set- | bod. |
| --- | --------------------------------------------- | --- | ---- | ---- | ---- | ---- | ---- |
| 1.  | Dubrovnik (Dubrovnik)                         | 16  | 16   | 0    | 48   | 4    | 32   |
| 2.  | Šibenik (Šibenik)                             | 16  | 14   | 2    | 42   | 17   | 30   |
| 3.  | Kaštela - Kaštelanska rivijera (Kaštel Stari) | 16  | 11   | 5    | 38   | 21   | 27   |
| 4.  | Zadar (Zadar)                                 | 16  | 9    | 7    | 34   | 22   | 24   |
| 5.  | Brda (Split)                                  | 16  | 8    | 8    | 30   | 31   | 24   |
| 6.  | Konavle (Dubrovnik)                           | 16  | 7    | 9    | 25   | 32   | 23   |
| 7.  | Makarska (Makarska)                           | 16  | 4    | 12   | 15   | 40   | 20   |
| 8.  | Domagoj (Čapljina)                            | 16  | 3    | 13   | 19   | 39   | 19   |
| 9.  | Bigeste (Ljubuški)                            | 16  | 0    | 16   | 3    | 48   | 16   |

### Zapad
| mj. | klub                            | ut. | pob. | por. | set+ | set- | bod. |
| --- | ------------------------------- | --- | ---- | ---- | ---- | ---- | ---- |
| 1.  | Drenova (Rijeka)                | 14  | 14   | 0    | 42   | 5    | 28   |
| 2.  | Sušak (Rijeka)                  | 14  | 9    | 5    | 34   | 20   | 23   |
| 3.  | Veli Vrh (Pula)                 | 14  | 7    | 7    | 28   | 24   | 21   |
| 4.  | Poreč (Poreč)                   | 14  | 7    | 7    | 28   | 26   | 21   |
| 5.  | Rovinj (Rovinj)                 | 14  | 7    | 7    | 27   | 28   | 21   |
| 6.  | Marčana (Marčana)               | 14  | 6    | 8    | 25   | 26   | 20   |
| 7.  | Pula - Istarska banka II (Pula) | 14  | 5    | 9    | 18   | 32   | 19   |
| 8.  | Buzet (Buzet)                   | 14  | 0    | 14   | 1    | 42   | 14   |

### Kvalifikacije za 1. ligu
| mj. | klub                                     | ut. | pob. | por. | set+ | set- | bod. |
| --- | ---------------------------------------- | --- | ---- | ---- | ---- | ---- | ---- |
| 1.  | Dubrovnik (Dubrovnik)                    | 6   | 4    | 2    | 14   | 11   | 10   |
| 2.  | Drenova (Rijeka)                         | 6   | 4    | 2    | 14   | 11   | 10   |
| 3.  | Azena - OŠ Eugen Kumičić (Velika Gorica) | 6   | 3    | 3    | 14   | 11   | 9    |
| 4.  | Belišće (Belišće)                        | 6   | 1    | 5    | 8    | 17   | 7    |

## Unutarnje poveznice
- Prva liga 1999./2000.